# História da Historiografia (revista)
A revista História da Historiografia (HH) é um periódico quadrimestral, criado em 2008, especializado nas áreas de teoria da história, história da historiografia e campos relacionados. É uma iniciativa conjunta entre a Sociedade Brasileira de Teoria e História da Historiografia, o Programa de Pós-Graduação em História da Universidade Federal do Estado do Rio de Janeiro (UNIRIO) e o Programa de Pós-Graduação em História da Universidade Federal de Ouro Preto (UFOP). Desde 2014, a HH é uma revista Qualis A1 em História, o extrato mais alto na avaliação de periódicos feita pela Coordenação de Aperfeiçoamento de Pessoal de Nível Superior (Capes). Na avaliação 2013-2016 do Qualis periódico, realizada pela Capes, apenas 18 revistas  brasileiras foram classificadas como A1 na área de História.

## História e objetivos
A revista História da Historiografia foi criada em 2008 no intuito de participar ativamente na consolidação do crescente campo de pesquisa da teoria da História e da história da historiografia, através do incentivo à união dos estudiosos das respectivas áreas. A revista vem se destacando como um fórum de qualidade nas discussões sobre Teoria da História e História da Historiografia no contexto latino-americano.
Desde março de 2010, a revista se insere entre as publicações oficiais da Sociedade Brasileira de Teoria e História da Historiografia (SBTHH), visando reforçar o modelo de gestão de periódico interinstitucional e especializado adotado desde a sua fundação.

## Qualidade
Na avaliação que se refere ao triênio 2010-2013 pelo sistema institucional Qualis, feito pela CAPES, órgão do Ministério da Educação, a revista História da Historiografia entrou para a categoria A1 na área de História, ou seja, no grupo de periódicos considerados de alto impacto e relevância científica. A conceituada revista History and Theory (EUA) também foi classificada como A1, enquanto a tradicional Storia della Storiografia aparece um pouco abaixo na classificação, como A2.
Desde a sua fundação, em 2008, a revista História da Historiografia publicou artigos de autores de referência no campo da teoria da história e história da historiografia. Entre eles, encontram-se: Elías Palti,  Francisco Falcon, François Hartog, Francisco Murari Pires, Georg Iggers, Gonzalo Pasamar, Hans Ulrich Gumbrecht, Hermann Paul, Jörn Rüsen, José Carlos Reis, Jurandir Malerba, María Inés Mudrovcic, Ricardo Benzaquen de Araújo, Sabina Loriga e Verónica Tozzi. 

## Indexação
| - LivRe! - EBSCO (Historical Abstracts). - Portal de Periódicos da CAPES. - Sumários de Revistas Brasileiras. - Harverster - Public Knowledge Project. - Scopus - Elsevier. | - Google Acadêmico. - GALE - Cengage Learning. - Harverster - Public Knowledge Project. - DOAJ - Directory of Open Access Journals. - Latindex - Sistema Regional de Información en Línea para Revistas Científicas de América Latina, el Caribe, España y Portugal. | - CSIS - Consejo Superior de Investigaciones Científicas (e-revist@as). - CLASE - Citas Latinoamericanas en Ciencias Sociales y Humanidades. - ERIHPLUS - European Reference Index for the Humanities. |  |

### Historiografia
| - Crônica (historiografia) - Historiografia eclesiástica medieval - Historicismo | - Historiografia digital - Historiografia marxista - Historiografia brasileira | - Historiografia grega - Historiografia romana - Historiografia portuguesa - Historiografia espanhola |